# Vyšehrad (Má vlast)
Vyšehrad je první symfonická báseň z cyklu Má vlast Bedřicha Smetany, která je inspirována legendami spojenými se stejnojmenným pražským hradištěm. Jedná se o jedinečné spojení programní hudby a hudební formy.
Smetana vytvořil Vyšehrad jako již úplně hluchý, začal na něm pracovat koncem září 1874 a 18. listopadu oznámil, že je se svým dílem hotov. Premiéru měla tato symfonická báseň 14. března 1875.

## Motivy
1. Harfový motiv Vyšehradu – harfy věštců
2. Z temných hlubin se vynořuje Vyšehrad
3. Rychlé tempo vítězné bitvy, sláva Vyšehradu
4. Pád z rozvalin, ozvuk dávné písně
5. Hymnický závěr (ideové poselství pro český národ)
6. Vyrovnaný konec

## Schéma Vyšehradu

### Část A
1. motiv Vyšehradu – historické vyprávění, Lumír hraje na varyto (předchůdce harfy)
2. motiv lesních rohů
3. motiv Vyšehradu (střídání vyššího a nižšího tónu)

### Část B
1. Změna tempa a výrazu
2. Dynamická část, neklid
3. Vyústění do motivu
4. Motiv
5. Pochod vítězství (motiv Vyšehradu)
6. Motiv české krajiny (z opery Prodaná nevěsta)
7. Prostupování motivů (variace na předchozí motiv + Vyšehrad)
8. Varovné tóny, zpět motivy
9. Sestupný motiv, klesání
10. Pozdní ohlas motivu
11. Naděje v temnotě, pokračování tiché, smutné části

### Část C
1. Motiv Vyšehradu v harfách
2. Opakování motivů
3. Triumf motivu Vyšehradu
4. Tichý motiv Vyšehradu
5. Uzávěr motivem lesních rohů

## Motiv Vyšehradu
Hlavní hudební motiv celého díla – harfy věštců – přednášejí harfy hned v úvodu celé Mé vlasti. Právě tento motiv se stal oficiální znělkou někdejšího Československého rozhlasu, konkrétně pak zejména rozhlasové stanice Praha, nebo například znělkou hlášení na pražském Hlavním nádraží. Tento motiv pak zazní ještě jednou i v symfonické básni Vltava, v okamžiku kdy tok řeky Vltavy pomyslně prochází Prahou, tento motiv zde tedy symbolizuje i Prahu.

## Znělka na Hlavním nádraží v Praze
Začátek skladby je znělkou při příjezdu regionálního vlaku na Hlavním nádraží.